# Stephan Ludwig Roth
Stephan Ludwig Roth (24. listopadu 1796 Mediasch - 11. května 1849 Kluž) byl sedmihradskosaský intelektuál, spisovatel, pedagog a luteránský farář.

## Život

### Původ a mládí
Stephan Ludwig Roth se narodil v Mediaschu v Sedmihradském knížectví (tehdy součást Rakouského císařství) jako syn Marie Elisabeth Rothové (roz. Gunesch) a Gottlieba Rotha, rektora gymnázia v Mediaschu. Po studiích v Mediaschu, Hermannstadt a na univerzitě v Tübingenu Roth v roce 1818 projevil zájem o pedagogické vědy a cestu do Švýcarska, aby v Yverdon-les-Bains získal zkušenosti z projektů Johanna Heinricha Pestalozziho. Stal Pestalozziho spolupracovníkem, publikoval Der Sprachunterricht (dílo o výuce jazyků) a v Tübingenu se roku 1820 stal doktorem filozofie.

### Působení v Sedmihradsku
Po návratu do Transylvánie se Roth vydal po stopách svého otce a stal se ředitelem gymnázia v Mediaschu (od roku 1831) a v roce 1837 se stal farářem.
Sedmihradskému sněmu v roce 1841 navrhl, aby byly zákony vydávány v latině, maďarštině a němčině, jazykem sněmu měla zůstat maďarština kvůli starým tradicím, ale veřejná správa by měla komunikovat s lidmi současně v maďarštině, němčině a rumunštině, čímž by se rumunština stala jedním z úředních jazyků regionu. Roth poukazuje na převahu rumunštiny nad všemi ostatními jazyky a na její funkci jako lingua franca v oblasti Transylvánie, tuto myšlenku představil v díle Der Sprachkampf in Siebenbürgen roku 1842.
Zatímco se stavěl proti kulturní asimilaci Rumunů, Roth zastával stanovisko, že saský prvek v Transylvánii má být posílen podporou imigrace nových německých kolonistů.

### Revoluce roku 1848
Revoluce roku 1848 zasáhla i Sedmihradsko. Roth podráždil maďarské cítění tím, že odmítal jakoukoli formu spojení mezi Sedmihradskem a Maďarskem. To sice zpočátku roku 1848 podporoval, ale poté se s myšlenkou rozešel pro nespokojenost s nedostatkem záruk etnických práv pro Sedmihradské Sasy. Místo toho usiloval o sblížení vztahů mezi Sasy a Rumuny. Proto se 15. května 1848 zúčastnil prvního rumunského shromáždění v Câmpia Libertății (poblíž Blaje) a psal o něm v místním tisku - ve svých článcích projevuje plnou podporu rumunskému hnutí a chválí Avrama Ianca.
S vypuknutím násilných střetů mezi císařstvím a maďarskými jednotkami v říjnu 1848 se Roth stal členem Hermannstadtského pacifikačního výboru a komisařem pro saské vesnice.
Po maďarském vítězství v lednu 1849 nastal konec místních vládních struktur. Generál Józef Bem nabídl správcům amnestii a Roth odešel do Moșny. V únoru však Lajos Kossuth ustavil vojenské soudy podpořené parlamentním dekretem. Dne 21. dubna 1849 byl Roth zatčen a souzen za:
1. Přijetí úřadu pod okupací nepřítele
2. Zavádění rumunštiny jako úředního jazyka v celém kraji (jako důkaz byl předložen protokol napsaný v rumunštině)
3. Připojení třinácti sedmihradských vesnic k saské samosprávě (což bylo považováno za čin proti celistvosti maďarského území)
4. Okrádání maďarského obyvatelstva jako vůdce saské a valašské vzpoury[1]

### Smrt
Roth výslovně zakázal místním rolníkům násilné protesty na svou obranu proti úřadům. Byl přemístěn do Kolozsváru a dne 11. května 1849, necelý měsíc po zrušení Bemových amnestií, byl odsouzen stanným soudem za velezradu proti Maďarsku a popraven zastřelením. Svým dětem před svou smrtí napsal: „živý nebo mrtvý, nikdy jsem nebyl nepřítelem maďarského národa. Věřte mi to, umírajícímu člověku ve chvíli, kdy veškerá lživost přestává existovat“. Kossuth poté uznal, že Rothova poprava byla chyba. Bem tvrdil, že kdyby toto věděl v čase rozsudku, neumožnil by jeho výkon.